# Formuła Dassonville
Formuła Dassonville – podstawowa zasada handlowa, wygenerowana na podstawie orzeczenia Trybunału Sprawiedliwości Wspólnot Europejskich z 1974 roku, zakazująca podejmowania przez państwo kroków mogących służyć ilościowemu ograniczaniu importu.

## Sprawa Dassonville
W 1974 roku Trybunał Sprawiedliwości Wspólnot Europejskich wydał orzeczenie w sprawie firmy Dassonville, od francuskiego pośrednika sprowadzającej z Wielkiej Brytanii szkocką whisky. Ze względu na fakt, iż firma Dassonville nie dysponowała odpowiednimi certyfikatami świadczącymi o autentyczności alkoholu, sąd belgijski wydał wyrok o łamaniu prawa przez firmę wobec niemożności potwierdzenia kraju źródłowego towaru. Trybunał Sprawiedliwości uniewinnił jednak przedsiębiorców zgodnie z sugestiami obrony, iż wymóg posiadania podobnego certyfikatu stanowi ograniczenie wolnego przepływu towarów pomiędzy państwami członkowskimi. Orzeczenie to stało się kanwą powstania jednej z najbardziej podstawowych zasad handlowych, do której swą politykę gospodarczą dostosować muszą państwa członkowskie struktur europejskich.

## Założenia formuły
Zgodnie z brzmieniem orzeczenia Trybunału niedozwolonym jest każde działanie państwa członkowskiego mogące w sposób pośredni lub bezpośredni, rzeczywiście lub nawet tylko potencjalnie ograniczać import w ujęciu ilościowym. Podobna zasada służyć ma zapobieżeniu funkcjonowania ukrytego protekcjonizmu oraz usprawnić handel wewnątrz struktur europejskich. Formuła ta dotyczy jednakże tylko i wyłącznie środków podejmowanych przez struktury państwowe.
Formuła Dassonville ma odzwierciedlenie w Traktacie ustanawiającym Wspólnotę Europejską – artykuł 28 TWE zakłada, iż "Ograniczenia ilościowe w przywozie oraz wszelkie środki o skutku równoważnym są zakazane między Państwami Członkowskimi." Wyjątkami od tego zapisu są jedynie zagadnienia dotyczące:
- służby zdrowia
- konsumenta
- powszechnej obyczajowości
- porządku i bezpieczeństwa
- środowiska naturalnego.